# The Castle (Fife)

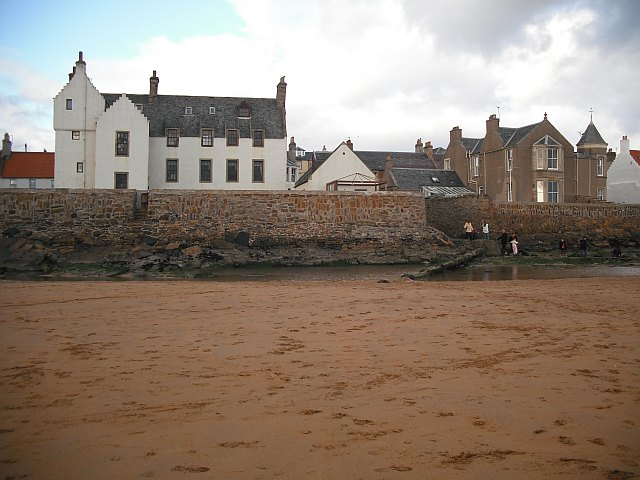
The Castle

The Castle ist ein Wohngebäude in der schottischen Ortschaft Elie and Earlsferry in der Council Area Fife. 1972 wurde das Bauwerk als Einzeldenkmal in die schottischen Denkmallisten in der höchsten Denkmalkategorie A aufgenommen.

## Beschreibung
The Castle wurde im Laufe des 17. Jahrhunderts errichtet. Möglicherweise stammt der an der Südfassade hervortretende Treppenturm von einem älteren Gebäude aus dem späten 16. Jahrhundert. Das Wohngebäude steht an der Uferstraße South Street unweit des Hafens von Elie. Das dreistöckige Gebäude mit Mansardgeschoss weist einen L-förmigen Grundriss auf. Seine Fassaden sind mit Harl verputzt. Schleppdachlukarnen treten aus dem schiefergedeckten Dach heraus. Die Dachgauben des Mansardgeschosses sind kleiner dimensioniert. Die Giebel des Satteldachs sind als schlichte Staffelgiebel gestaltet.